# Campeonato Paraguaio de Futebol de 1973
O Campeonato Paraguaio de Futebol de 1973 foi o sexagésimo terceiro torneio desta competição. Participaram dez equipes. O Club Presidente Hayes foi rebaixado no ano anterior. O campeão e o vice do torneio representaria o Paraguai na Copa Libertadores da América de 1974
| Equipe                | Cidade   | Departamento     | No ano anterior                                                      | Estádio | Capacidade | Títulos                                           | Participações |
| --------------------- | -------- | ---------------- | -------------------------------------------------------------------- | ------- | ---------- | ------------------------------------------------- | ------------- |
| Club Cerro Porteño    | Assunção | Distrito Capital | Campeão                                                              | --      | --         | 16 (último em 1972)                               | 57            |
| Club Guaraní          | Assunção | Distrito Capital | Lugar                                                                | --      | --         | 8 (1906,1907, 1921, 1923, 1949, 1964, 1967, 1969) | 62            |
| Club Nacional         | Assunção | Distrito Capital | Lugar                                                                | --      | --         | 6 (1909, 1911, 1924, 1926, 1942, 1946)            | 63            |
| Club Olimpia          | Assunção | Distrito Capital | Vice Campeão                                                         | --      | --         | 23 (último em 1971)                               | 63            |
| Club Libertad         | Assunção | Distrito Capital | Lugar                                                                | --      | --         | 6 (1910, 1920, 1930,1943, 1945, 1955 )            | 59            |
| Club River Plate      | Assunção | Distrito Capital | Lugar                                                                | --      | --         | 0 (não possui)                                    | 57            |
| General Caballero     | Assunção | Distrito Capital | Lugar                                                                | --      | --         | 0 (não possui)                                    | 9             |
| Club Rubio Ñu         | Assunção | Distrito Capital | Campeão do Campeonato Paraguaio de Futebol de 1972 - Segunda Divisão | --      | --         | 0 (não possui)                                    | 10            |
| Sol de América        | Assunção | Distrito Capital | Lugar                                                                | --      | --         | 0 (não possui)                                    | 59            |
| Club Sportivo Luqueño | Luque    | Central          | Lugar                                                                | --      | --         | 2 (1951,1953)                                     | 39            |

## Premiação
| Campeonato Paraguaio 1973 Primeira Divisão |
| Assunção                                   |
| ------------------------------------------ |
| Club Cerro Porteño Campeão (17º título)    |